# هوسی‌ها
هوسی‌ها (به انگلیسی: Hussite) اعضای یک جنبش مذهبی بودند، به رهبری یان هوس (۱۳۶۹–۱۴۱۵)، معلم اهل چک، که بعد از اعدام رهبرشان، علیه پادشاه مقدس روم قیام کردند و خواستار پاره‌ای اصلاحات شدند. بیشتر خواسته‌های آن‌ها در سال ۱۴۳۶ برآورده شد. آن‌ها کلیسایی تأسیس کردند، که توانست تا سال ۱۶۲۰ مستقل از کلیسای روم به فعالیت بپردازد.
در سده‌های چهاردهم و پانزدهم، بوهمیا قدرتمندترین کشور در امپراتوری روم مقدس، به ویژه تحت حکومت شاهان لوکزامبورگ چارلز چهارم (۷۸–۱۳۴۷)، ونسسلاس چهارم (۱۴۱۹–۱۳۷۸)، و سیگیسموند (۳۷–۱۴۱۹) بود که امپراتور نیز بودند. با شکوفایی اقتصادی و فرهنگی این پادشاهی، رقابت بین جمعیت چک و آلمانی نیز بالا گرفت. فرمانروایان لوکزامبورگ ترجیح می‌دادند آلمانی‌ها را به مناصب بالای کلیسایی برگمارند و ناخشنودی چک‌ها آن‌ها را به حمایت از اصلاح کلیسا واداشت؛ این مسئله مهمی بود که در زمان شکاف بزرگ‌سال‌های ۱۳۷۸ تا ۱۴۱۷ (ظهور دو پاپ و اختلاف بین کشورهای اروپایی) تعیین‌کننده شد.
شاخص‌ترین سخنگوی چک‌ها در عرصه اصلاح‌گری یان هوس، متفکر و رئیس دانشگاه چارلز پراگ بود. هوس خواستار دینی ساده‌تر و قابل فهم تر بود و معتقد بود خدمات و مراسم کلیسا باید در کشور چک به اجرا گذاشته شود. اکثریت آلمانی در سلسله مراتب کلیسایی، واکنش قابل پیش‌بینی ای داشتند و سرانجام از نهادهای پاپی برای نابودی نوشته‌های بدعت‌گذارانه او در دانشگاه چارلز بهره بردند.
به سال ۱۴۱۱، ونسسلاس از ادعای خود برای کسب مقام سلطنت به سود برادر ناتنی اش، سیگیسموند مجارستان دست برداشت. پس از تلاشی ناموفق برای پایان دادن به شکاف شکل گرفته در دولت پاپی به سال ۱۴۰۹، سه پاپ ظهور کردند و سیگیسموند تصمیم به حل این مسئله گرفت. برای رسیدن بدین مقصود، وی یکی از پاپ‌ها به نام ژان ۲۳ام (۱۵–۱۴۱۰) را ترغیب نمود شورایی در کنستانس واقع در جنوب ایتالیا برگزار نماید. شورا (۱۸–۱۴۱۴) که سرانجام از حمایت تمامی قدرت‌های عمده اروپایی برخوردار شد، با موفقیت هر سه پاپ دیگر را خلع و کشیش بزرگ جدید به نام مارتین چهارم (۳۱–۱۴۱۷) را به جای آنان نشانید. شورا همچنین اقدام به سرکوب اندیشه‌های جان ویکلیف، هوس و غیره نمود. به سال ۱۴۱۵، هوس با امان گرفتن از سیگیسموند مبنی بر خوش رفتاری شاه با وی، برای دفاع از عقاید خود به کنستانس رفت. اما، مشاوران سیگیسموند از وی خواستند هوس را به عنوان بدعت‌گذار محکوم سازد در غیر این صورت احتمال انحلال شورا وجود خواهد داشت و وی نیز با بی میلی به محاکمه و سوزاندن وی در آتش رأی داد.
جنبش هوسی‌ها یا هوسیتها پس از این واقعه به رهبری یان ژیژکا نابغه نظامی چک، شکل گرفت.